# Randall Jarrell
Randall Jarrell (Nashville, 6 maggio 1914 – Chapel Hill, 14 ottobre 1965) è stato un poeta, saggista e scrittore statunitense.

## Biografia
Nel 1935 si laurea con lode alla Vanderbilt University, dove ebbe come professori Robert Penn Warren, che per primo pubblicò i suoi saggi critici; Allen Tate, il primo a pubblicare le sue poesie; e John Crowe Ransom, che diede a Jarrell il suo primo lavoro come insegnante di Composizione al Kenyon College di Gambier, Ohio. Questi suoi insegnanti sono tutti conservatori, ma Jarrell ne ripudia le idee politiche, pur abbracciandone quelle letterarie. Nel 1939, alla Vanderbilt consegue inoltre il Master in letteratura inglese, con una tesi su A. E. Housman.
L'anno dopo, Jarrell lascia la Vanderbilt e va a insegnare Letteratura inglese al Kenyon College, dove conosce il poeta Robert Lowell, di cui rimane amico per tutta la vita.
Dal 1939 al 1942, Jarrell insegna all'Università del Texas ad Austin, dove comincia a pubblicare saggi critici e dove incontra la sua prima moglie,  Mackie Langham. Nel 1942 lascia l'università per arruolarsi in aviazione, specializzandosi nel ruolo di navigatore di torretta. La sua prima produzione poetica ha come soggetto le sue esperienze belliche in aviazione.
Dopo la guerra, insegna per un anno al Sarah Lawrence College di Bronxville, N.Y. Durante questo periodo, lavora anche come redattore per la rivista The Nation. Si trasferisce quindi al Woman's College dell'University of North Carolina per insegnare poesia moderna e "imaginative writing."
Nel 1952, Jarrell divorzia dalla prima moglie e sposa Mary von Schrader. Vivono a Greensboro con le figlie che Mary ha avuto dal suo precedente matrimonio. Nel 1956 si trasferiscono temporaneamente a Washington D.C., dove per due anni Jarrell lavora come Consultant in Poetry alla Library of Congress, ruolo che in seguito viene chiamato  "Poet Laureate". Al termine, torna a Greensboro con la famiglia, riprendendo l'insegnamento all’University of North Carolina.
Nel 1963, Jarrell manifesta i primi sintomi di una severa depressione. Uno psichiatra gli prescrive l’antidepressivo Elavil, ma il farmaco gli induce crisi maniacali: dopo un ricovero in clinica, gli viene sospeso. Qualche mese più tardi, il The New York Times pubblica una recensione non positiva del suo recente libro di poesie, The Lost World, e Jarrell tenta il suicidio. Dimesso dall’ospedale, trascorre l’estate in casa, affidato alle cure della moglie, e in autunno torna a insegnare all’University of North Carolina.
Le sue condizioni di salute migliorano, ma nell’ottobre del 1965, mentre sta camminando lungo la statale 15-501 presso Chapel Hill (Carolina del Nord), Jarrell viene investito da un'auto e muore. In base alle risultanze degli accertamenti, la polizia, il coroner e i periti giudicano la morte accidentale.
La moglie ha sempre negato l’ipotesi del suicidio. Ciò nonostante, Robert Lowell scrive in una lettera a Elizabeth Bishop, una settimana dopo l'incidente: "Credo sia stato suicidio, e lo crede chiunque lo conoscesse bene."
Alla cerimonia funebre, cui partecipano alcuni fra i maggiori poeti americani, fra cui Richard Wilbur, John Berryman, Stanley Kunitz e Robert Penn Warren, Lowell afferma che Jarrell ha scritto "'la miglior opera poetica in lingua inglese sulla Seconda Guerra Mondiale.'"

## Opere

### Poesia
La forza particolare della poesia di Jarrell deriva dalla mimesi del linguaggio quotidiano. Il suo stile incorpora frasi e conversazioni, collegando eventi emotivi ad atti del discorso. I temi dominanti sono quelli dell'alienazione e della solitudine.
La sua prima raccolta di poesie, Blood for a Stranger, pubblicata nel 1942, è influenzata da Wystan Hugh Auden. I due libri successivi, Little Friend, Little Friend (1945) e Losses (1948), hanno per soggetto le sue esperienze belliche. La breve lirica "The Death of the Ball Turret Gunner" è fra le più note di Jarrell e viene spesso ristampata nelle antologie. 
Nel 1960, con la raccolta The Woman at the Washington Zoo, che vince il National Book Award, Jarrell sviluppa uno stile personale che unisce influenze Moderniste e Romantiche, facendo propria l'idea di William Wordsworth che un poema debba essere convincente innanzitutto come discorso, prima di essere qualunque altra cosa.
Molti considerano il suo ultimo libro, The Lost World, pubblicato nel 1965, la sua opera migliore. Le sue influenze principali sono Proust, Wordsworth, Rilke e alcuni poeti e intellettuali a lui contemporanei, come Robert Frost e la sua amica Hannah Arendt.

### Saggi critici
Incoraggiato dal critico Edmund Wilson, che pubblica le sue recensioni su  The New Republic, Jarrell sviluppa uno stile saggistico spesso divertente e feroce. I suoi apprezzamenti su Robert Lowell, Elizabeth Bishop e William Carlos Williams contribuiscono molto alla loro fama.
Lowell ha scritto che lo humor, il pathos e la grazia dei saggi di Jarrell ricordano più Pope o Matthew Arnold che qualcuno dei suoi contemporanei.
Jarrell è noto anche per i suoi saggi su Robert Frost, Walt Whitman, Marianne Moore e Wallace Stevens, raccolti nel libro Poetry and the Age (1953).
Nell'introduzione a una raccolta dei saggi di Jarrell, il poeta Brad Leithauser ne elenca alcune virtù (originalità, erudizione, humor, onestà e passione irresistibile) per definirlo il miglior poeta-saggista statunitense dai tempi di Eliot.

### Romanzi, traduzioni e libri per l'infanzia
Nel 1954, Jarrell pubblica il romanzo satirico Pictures from an Institution, prendendo spunto dalle sue esperienze didattiche al Sarah Lawrence College, che usa come modello per il fittizio Benton College.
Ha scritto anche numerosi libri per bambini, fra cui The Bat-Poet (1964) e The Animal Family (1965), illustrati da Maurice Sendak. 
Jarrell ha tradotto poesie di Rainer Maria Rilke e altri, una commedia di Anton Chekhov e numerose fiabe dei fratelli Grimm.

## Premi
- National Book Award, 1961